# Jade Phan-Gia
 (avril 2020).
Si vous disposez d'ouvrages ou d'articles de référence ou si vous connaissez des sites web de qualité traitant du thème abordé ici, merci de compléter l'article en donnant les références utiles à sa vérifiabilité et en les liant à la section « Notes et références ».
Jade Phan-Gia est une actrice française.

## Biographie
Elle apparaît dans le film de Michel Blanc, Embrassez qui vous voudrez, puis interprète le rôle de Kenza dans L'Exercice de l'État de Pierre Schoeller. Ce film a reçu le Prix Fipresci de la Critique Internationale au Festival de Cannes 2011 (Sélection officielle Un Certain Regard), le Prix du Syndicat Français de la Critique, le Bayard d'Or du meilleur scénario au Festival de Namur et recueille 11 nominations aux César 2012.
Elle tient le rôle féminin principal du premier long métrage de Frédéric Pelle, (La Tête ailleurs), sélectionné au Festival international du film de Saint-Sébastien dans la catégorie Premio Kutxa-Nuevos Directores, à La Rochelle, à la Mostra Sao Paulo et Rouyn-Noranda.
En 2018, Jade Phan-Gia interprète Alice dans le film Les Chatouilles réalisé par Andréa Bescond et Éric Métayer, sélectionné dans Un certain regard au Festival de Cannes. Le film remportera le prix d'Ornano-Valenti, le prix du meilleur film au Festival du film de Hambourg, ainsi que le César de la meilleure adaptation.
Elle apparaît également dans les films Selfie / Le Troll sous la direction de Marc Fitoussi, Les Traducteurs réalisé par Régis Roinsard et En corps de Cédric Klapisch.

À la télévision, elle incarne le personnage du docteur Esther Delaunay, aux côtés de Laurent Bateau, dans la série Des soucis et des hommes réalisée par Christophe Barraud, diffusée sur France 2. Elle est également au casting des séries Netflix Vampires, Canal+ Mouche, ou L'Art du Crime sur France 2.
Au théâtre, Jade Phan-Gia travaille notamment sous la direction d'Andréa Bescond sur la pièce "Quelque Chose" de C. Maillard, jouée au Théâtre Lepic, et interprète l'Hirondelle dans le spectacle écrit et mis en scène par Eric Bouvron "Marco Polo et l'Hirondelle du Khan", créé au Festival d'Avignon, joué au théâtre La Bruyère à Paris, puis en tournée.
Elle prête sa voix au personnage de Namaari (Gemma Chan) dans la version française du film d'animation des Studios Disney, Raya et le Dernier Dragon.

## Filmographie

### Cinéma

#### Longs métrages
- 2002 : Embrassez qui vous voudrez de Michel Blanc
- 2010 : La Tête ailleurs de Frédéric Pelle
- 2011 : Une folle envie de Bernard Jeanjean
- 2011 : L'Exercice de l'État de Pierre Schoeller
- 2016 : Le Chant du Merle de Frédéric Pelle
- 2018 : Les Chatouilles de Andréa Bescond et Eric Métayer : Alice
- 2019 : Les Traducteurs de Régis Roinsard
- 2019 : Selfie/Le Troll de Marc Fitoussi
- 2022 : En corps de Cédric Klapisch : Dr Tran
- 2024 : Le Dernier souffle de Costa-Gavras
- 2025 : Nouvelle Vague de Richard Linklater

#### Courts et moyens métrages
- 2006 : Le Livre des morts de Belleville de Jean-Jacques Joudiau
- 2006 : Il legal de Bernard Weber
- 2007 : Panorama de Loo Hui Phang
- 2012 : Composer and I de Cathy Lee Crane
- 2012 : La Routine de Philippe Bénard
- 2013 : Délicate Gravité de Philippe André
- 2015 : Mi Casa, Su Casa de Sara Verhagen
- 2016 : Une sur Trois de Cécilia de Arce

### Télévision
- 2009 : Little Wenzhou de Sarah Lévy
- 2009 : RIS police scientifique d'Alain Choquart
- 2010 : Histoires de vies - Des Intégrations ordinaires de Julien Sicard
- 2012 : Famille d'accueil d'Alain Wermus
- 2012 : Des soucis et des hommes de Christophe Barraud
- 2016 : Baron noir de Ziad Doueiri
- 2018 : Demain nous appartient de Frédéric Chansel : Léa Cottin
- 2020 : Mauvaise Mère d'Adeline Darraux : Psychologue
- 2020 : Les Mystères des Majorettes de Lorenzo Gabriele : Madame Li
- 2020 : Mouche de Jeanne Herry : La réceptionniste
- 2020 : Vampires de Vladimir de Fontenay et Marie Monge : La psychologue
- 2021 : L'Art du crime de Léa Fazer : Alice Fabre
- 2021 : HPI (saison 2, épisode 1 « 2300 calories »), réalisé par Mona Achache : Mai Pannoy
- 2021 et 2023 : Le Code (saisons 1 et 2) : Professeure Than, chirurgienne
- 2024 : crossover Astrid et Raphaëlle et Alexandra Ehle (épisode spécial « Œil pour œil ») : Tania Roussel

## Doublage

### Cinéma

#### Films
- 2009 : The Limits of Control : Molécules (Yūki Kudō)
- 2012 : The Impossible : Infirmière thaï (Ploy Jindachote)
- 2015 : Le Transporteur : Héritage : Qiao Chang (Wenxia Yu)
- 2017 : D'abord, ils ont tué mon père : Ma Ung (Socheta Sveng)
- 2018 : Mortal Engines : Anna Fang (Jihae)
- 2020 : Unpregnant : Emily (Ramona Young)
- 2021 : Nobody : l'agent immobilier (Stephanie Sy)
- 2022 : Me Time : Enfin seul ? : ? ( ? )
- 2023 : Asteroid City : Polly Green (Hong Chau)
- 2023 : Hunger Games : La Ballade du serpent et de l'oiseau chanteur : Clemensia Dovecote (Ashley Liao)
- 2024 : Badland Hunters : Soo-na (Roh Jeong-eui (en))
- 2025 : Freaky Friday 2 : Encore dans la peau de ma mère : ? (?)
- 2025 : Karate Kid: Legends : Dr Fong (Ming-Na)

#### Films d'animation
- 2021 : Raya et le Dernier Dragon : Namaari[1]
- 2024 : La Légende du tigre : Mme Diane Lee

### Télévision

#### Téléfilms
- Stephanie Sy dans :
  - La Folie d'une mère : L'Histoire vraie de Debora Green (2021) : Dr Olivia Mertes
  - La Recette secrète des cookies de Noël (2022) : Jillian

- 2021 : Le cauchemar d'Arianna : Arianna (Donna Benedicto)
- 2021 : Ensorcelée par Noël : June Kingsley (Erika Prevost)

#### Séries télévisées
- Liza Lapira dans :
  - Super Fun Night (2013-2014) : Helen-Alice (17 épisodes)
  - Blue Bloods (2014) : Taru (saison 4, épisode 16)
  - Angel from Hell (2016) : Jill (épisode 1)
  - NCIS : Nouvelle-Orléans (2019) : Araminta Jax (saison 5, épisode 15)

- Kristy Wu dans :
  - Elementary (2012) : Jun Annunzio (saison 1, épisode 9)
  - Night Shift (2014) : Janet Zia (saison 1, épisodes 5 et 8)

- Evgeniya Radilova dans :
  - Elementary (2012) : Katya (saison 1, épisode 7)
  - Limitless (2016) : Irina (épisode 15)

- Elizabeth Ho dans :
  - 2 Broke Girls (2013) : Mme Yi (saison 2, épisode 19)
  - Rake (2014) : Debbie Lee (épisodes 3 et 9)

- Brittney Wilson (tr) dans :
  - Bates Motel (2013) : Lissa (saison 1)
  - iZombie (2015) : Angel (saison 2, épisode 7)

- Kirsten Foster dans :
  - Inspecteur Lewis (2013) : l'officier Stapleton (saison 7)
  - Les Enquêtes de Vera (2022) : Tasmin Yo (saison 11, épisode 5)

- Deanna Russo dans :
  - Being Human (2013-2014) : Kat Neely (14 épisodes)
  - Mon oncle Charlie (2014-2015) : Laurel (saison 12)

- Chantal Thuy (en) dans :
  - Madam Secretary (2015) : Nhung Chuang (saison 1, épisode 14)
  - Black Lightning (2018-2021) : Grace Choi (en) (35 épisodes)

- Kimiko Gelman (en) dans :
  - Murder (2016) : Ursula Mamoon (saison 3, épisode 3)
  - NCIS : Los Angeles (2019) : la commodore Cindy Kang (saison 10, épisode 18)

- Aina Dumlao (en) dans :
  - MacGyver (2016-2017) : Andie Lee (9 épisodes)
  - Grey's Anatomy (2021) : Gerlie Bernardo (saison 17, épisode 17)

- 2012 : Les Experts : Cassidy Welles (Candace Moon)
- 2016 : Childhood's End : Les Enfants d'Icare : Dr Rachel Osaka (Charlotte Nicdao (en)) (mini-série)
- 2018 : You : Lynn (Nicole Kang) (saison 1)
- 2018 : Forever : Sarah (Hong Chau) (épisode 6)
- 2018-2021 : Supergirl : MacKenzie (Jaymee Mak) (10 épisodes)
- 2020 : Space Force : Anabela Ysidro-Campos (Ginger Gonzaga) (saison 1, épisodes 1 et 3)
- 2020-2022 : Stargirl : Artemis Crock / Sportsmaster II (Stella Smith) (18 épisodes)
- 2021 : DC Titans : Janet Drake (Chantria Tram)
- 2021 : Turner et Hooch (en) : Zoe (Bethel Lee) (épisode 9)
- 2021 : FBI: Most Wanted : Carrie Chen (Ashley Chiu) (saison 3, épisode 4)
- 2021 : La Roue du temps : Lady Amalisa (Sandra Yi Sencindiver) (saison 1, épisodes 7 et 8)
- 2021 : Même pas la peine (en) : l'actrice de Do You Know the Way (Hwang Woo-seul-hye (en)) (caméo, épisode 3)
- 2021 : Dr Brain : Jaeyi Jung (Lee Yoo-young)
- 2022 : Kleo : Min Sun (Yun Huang (de))
- 2022 : Dahmer - Montre: L'Histoire de Jeffrey Dahmer : Julie Yang (Linda Park) (mini-série)
- 2022 : Surface (en) : Victoria (Christin Park)
- 2022 : Juvenile Justice : Su-mi (Park Ji-yeon)
- 2022 : The Sound of Magic : ? (?)
- 2023 : Mask Girl (en) : Kim Mo-mi (Go Hyun-jung (en))
- 2024 : Le Garçon et l'Univers : Bich Dang (HaiHa Le) (mini-série)
- 2024 : Dark Matter : Dr Julianne Springer (Jenne Kang)
- 2024 : Nightsleeper : Rachel Li (Katie Leung) (mini-série)
- 2024 : Dune: Prophecy : Mère Kasha Jinjo (Jihae)
- 2025 : Butterfly (en) : Eunju Kim (Kim Tae-hee)

### Jeux vidéo
- 2017 : Horizon Zero Dawn : Sony
- 2021 : Far Cry 6 : ?
- 2021 : New World : divers personnages
- 2023 : Diablo IV : ?
- 2023 : Starfield : ?
- 2023 : Cyberpunk 2077 : Phantom Liberty : ?
- 2023 : Avatar: Frontiers of Pandora : ?

### Voix-off
- 2011 : voix féminine de l'habillage de France 4